# دولساخ
دولساخ (به آلمانی: Dölsach) یک منطقهٔ مسکونی در اتریش است که در لاینس واقع شده‌است. دولساخ ۲۴٫۱۶ کیلومتر مربع مساحت دارد ۷۳۱ متر بالاتر از سطح دریا واقع شده‌است.

## خواهرخوانده
شهر هشینگن خواهرخواندهٔ دولساخ هست.